# چراغ گردسوز
چراغ گردسوز نوعی چراغ می‌باشد که در گذشته کاربرد داشته‌است. این چراغ شبیه چراغ لامپا است، اما تفاوت آن با لامپا بدنه فلزی و همچنین فتیله پهن آن است که به شکل دایره‌ای به دور شیشه قرار می‌گیرد. ماده سوختنی این چراغ نفت است.